# دار سعاد الصباح للنشر والتوزيع
دار سعاد الصباح للنشر والتوزيع هي دار نشرٍ تأسست عام 1985 في بيروت وكان أول إصداراتها إعادة نشر مجلة الرسالة المصرية في أربعين مجلدا من بيروت عام 1985. وأحياء لدور الكويت الثقافي جددت نشاط (دار سعاد الصباح) من القاهرة بإصدار مائتي عنوان خلال عامين و تتابع نشاطها من مقرها الرئيسي في الكويت بإصدار عشرات العناوين كل عام منذ العام 1988، قرر الشيخ عبد الله المبارك وسعاد الصباح تأسيس أول هيئة عربية تتولى تشجيع مواهب الإبداع لدى الشباب العربي فكانت جوائزهما التي خصصت أربع منها للإبداع العلمي وأربع أخرى للإبداع الفكري والأدبي مع جائزة خاصة للإبداع الفلسطيني. وتستمر هذه الهيئة في عملها السنوي مفسحة الطريق أمام ظهور المواهب الواعدة وطبع نتاج الأوائل منها تعريفا بعطائها بالإضافة لمنح الجوائز المالية المقررة.